# 贝罗妮卡·夸德拉多
贝罗妮卡·夸德拉多（西班牙語：Verónica Cuadrado，1979年3月8日—），西班牙女子手球运动员。她曾代表西班牙国家队参加2012年夏季奥林匹克运动会手球比赛，获得一枚铜牌。